# Завод суперфосфату у Нью-Плімуті
Завод суперфосфату у Нью-Плімуті — колишнє підприємство хімічної промисловості на західному узбережжі Північного острова Нової Зеландії.
Завод ввела в дію у 1926 (за іншими даними – 1925) році компанія New Zealand Farmers Fertiliser Company Limited (це був вже її другий суперфосфатний майданчик після Те-Папапа). 
Станом на кінець 1940-х річна потужність заводу становила 120 тисяч тонн, при цьому фактично в 1947/1948 фінансовому році виробили 88 тисяч тонн суперфосфату. 
Технологія випуску суперфосфату передбачає обробку фосфоритів сульфатною кислотою, яку так само продукували в Нью-Плімуті. Частину кислоти могли продавати зовнішнім споживачам, наприклад, належному компанії IChem заводу з виробництва солей алюмінію у Моррінсвілі.
В 1985-му New Zealand Farmers Fertiliser змінила назву на Fernz Corporation, а в 1997-му остання продала завод в Нью-Плімуті компанії Ravensdown Fertiliser Co-operative Limited (більш відома як просто Ravensdown).
На початку 2000-х завод у Нью-Плімуті припинив виробничу діяльність. В 2020 – 2023 роках його споруди були повністю демонтовані, щоб звільнити ділянку під новий проект (Ravensdown продала цю ділянку девелоперу в 2017 році).
У 2018-му Ravensdown запустила за півкілометра на схід від старого майданчику новий завод, який, втім, займається лише змішуванням добрив.